# Житно (гміна)
Гміна Житно (пол. Gmina Żytno) — сільська гміна у центральній Польщі. Належить до Радомщанського повіту Лодзинського воєводства.
Станом на 31 грудня 2011 у гміні проживало 5425 осіб.

## Площа
Згідно з даними за 2007 рік площа гміни становила 197.54 км², у тому числі:
- орні землі: 51.00%
- ліси: 39.00%

Таким чином, площа гміни становить 13.69% площі повіту.

## Населення
Станом на 31 грудня 2011:
| Опис     | Загалом | Загалом | Чоловіки | Чоловіки | Жінки | Жінки |
| -------- | ------- | ------- | -------- | -------- | ----- | ----- |
| одиниця  | осіб    | %       | осіб     | %        | осіб  | %     |
| все      | 5425    | 100     | 2791     | 51.45    | 2634  | 48.55 |
| міське   | 0       | 100     | 0        |          | 0     |       |
| сільське | 5425    | 100     | 2791     | 51.45    | 2634  | 48.55 |

## Сусідні гміни
Гміна Житно межує з такими гмінами: Вельґомлини, Влощова, Ґідле, Домброва-Зельона, Ключевсько, Кобеле-Вельке, Конецполь.